# Europejska Unia Szachowa
Europejska Unia Szachowa (ang. European Chess Union, ECU) – organizacja międzynarodowa założona w 1985 r., zrzeszająca głównie narodowe związki szachowe z Europy, w tym m.in. Polski Związek Szachowy.
ECU organizuje indywidualne i drużynowe mistrzostwa Europy otwarte i kobiet, mistrzostwa Europy juniorów w grupach wiekowych do 8, 10, 12, 14, 16, 18 i 20 lat (w tej kategorii do 2000 r.) oraz drużynowe mistrzostwa Europy juniorów do 18 lat, a także mistrzostwa Europy w różnych grupach wiekowych w szachach szybkich i błyskawicznych oraz Klubowy Puchar Europy.
Siedziba organizacji mieści się w Belgradzie.

## Prezydenci ECU
- Rolf Littorin (1985–1986)
- Kurt Jungwirth (1986–1998)
- Boris Kutin (1998–2010)
- Silwio Danaiłow (2010–2014)
- Zurab Azmaiparaszwili (2014–)

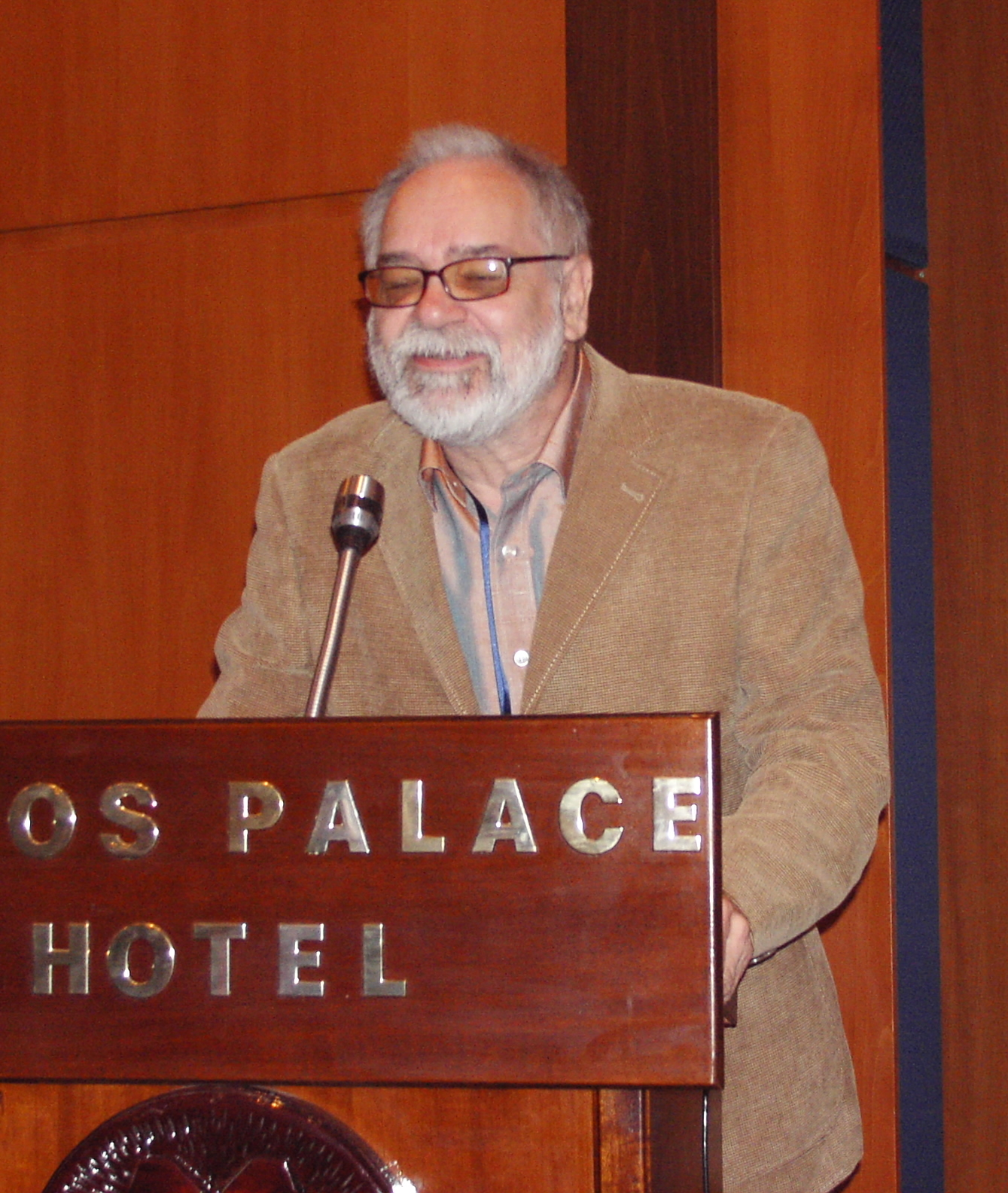
Boris Kutin
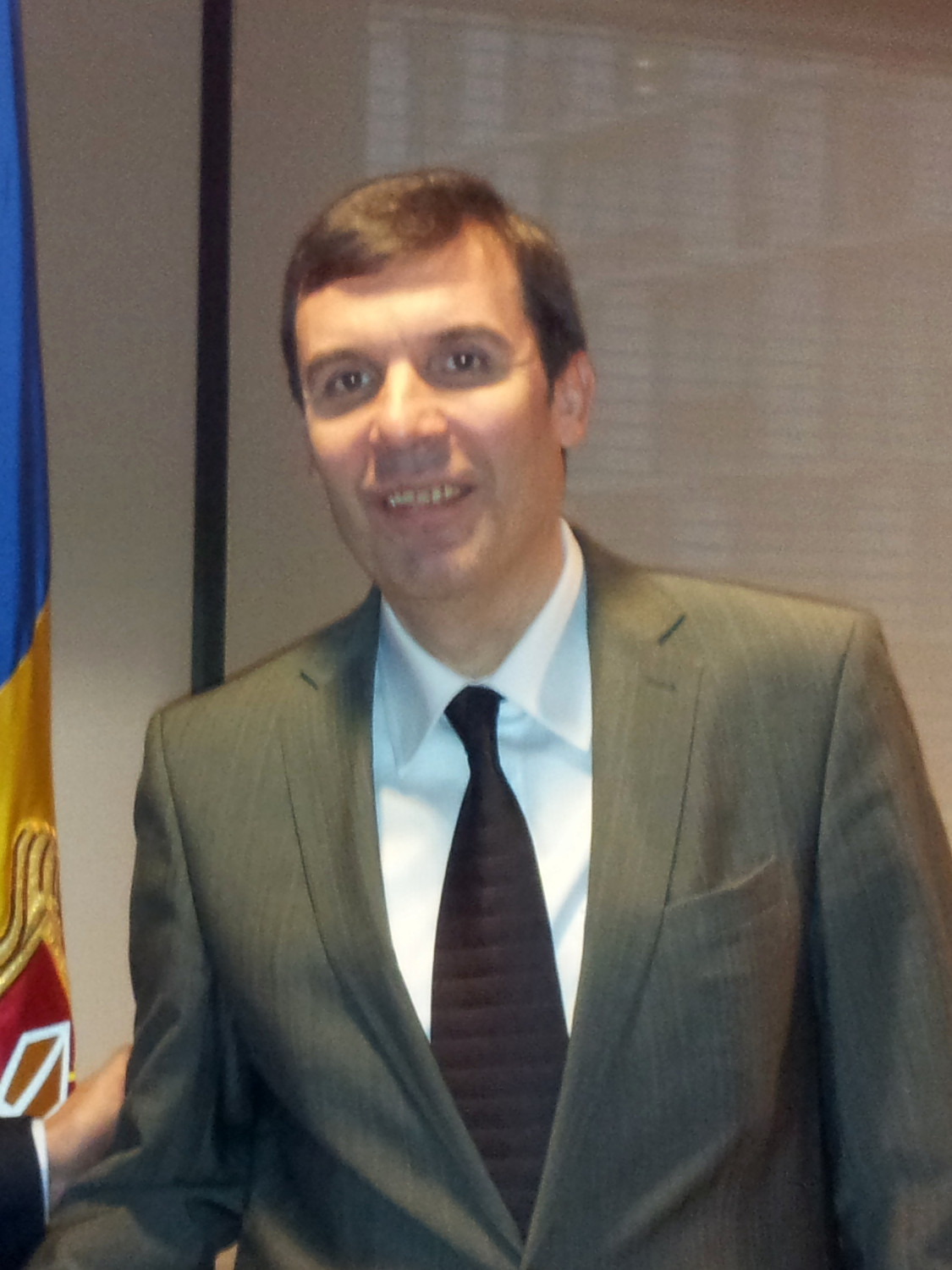
Silwio Danaiłow
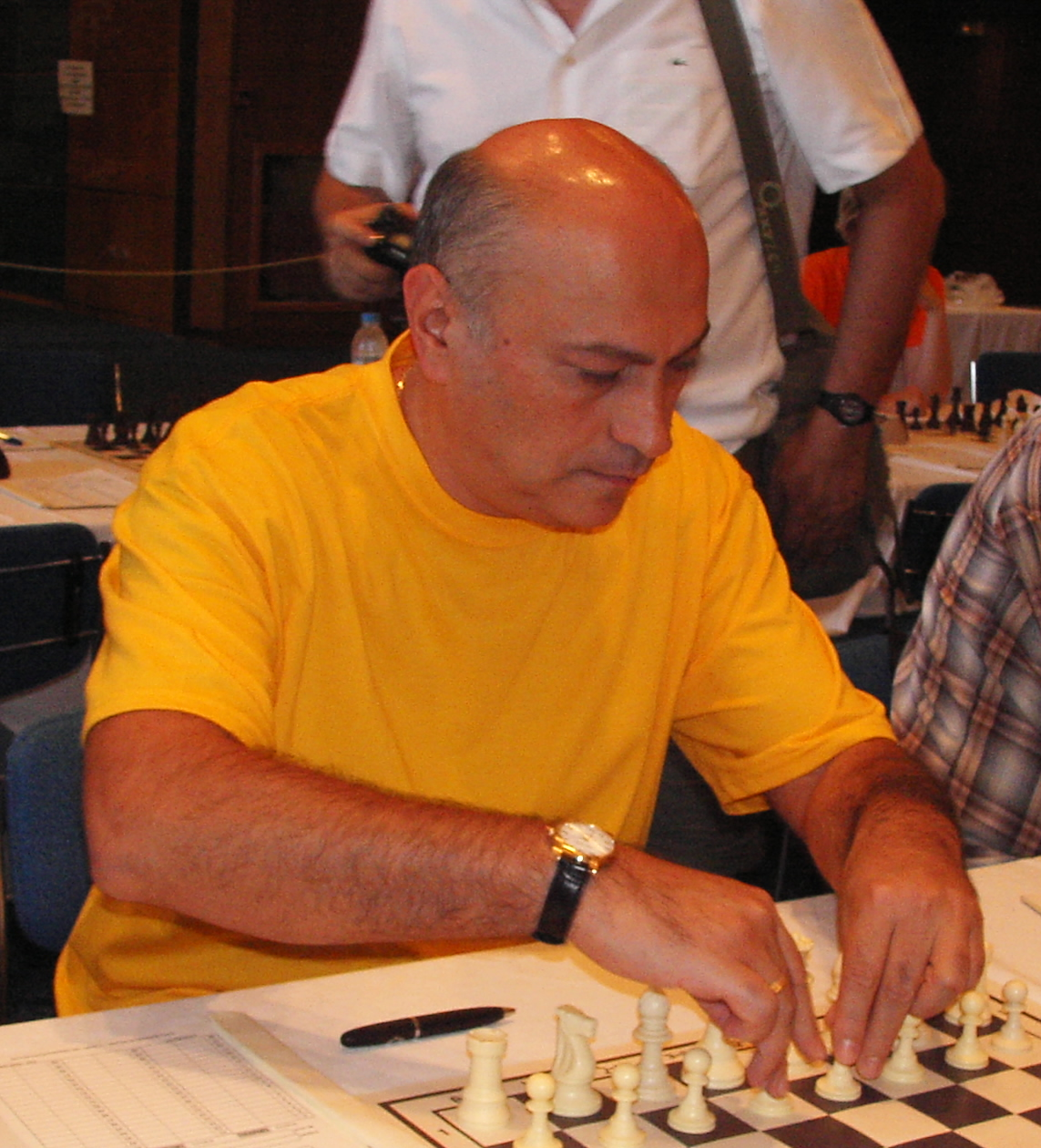
Zurab Azmaiparaszwili